# Уваровська базиліка

Схема базиліки

Уваровська базиліка — зруйнована базиліка в давньогрецькому місті Херсонес Таврійський, умовно названа ім'ям О. С. Уварова, який в 1853 році проводив її розкопки.

## Історія
Уваровська базиліка — одна з найбільших у Криму. Була споруджена в кінці V — початку VI ст., згодом неодноразово перебудовувалась. Капітальну перебудову базиліки проводили в X столітті. Після цього базиліка проіснувала ще три століття.
Історики й археологи вважають, що саме ця базиліка була головним храмом міста, присвяченим апостолам Петру та Павлу, про який згадується в письмових джерелах. У 1853 році її було розкопано графом О. С. Уваровим, засновником Московського археологічного товариства.

## Архітектура й оздоблення
Сама базиліка — це типова тринефна споруда, довжина храму 50 м, ширина 22 м. Віряни входили до будівлі через троє дверей західного фасаду, які вели в середній і бокові нефи базиліки. Західний фасад був прикрашений критою аркадою з мозаїчною підлогою. Такі ж мозаїчні підлоги були й в бічних нефах: яскравий геометричний малюнок з кубиків чорного, червоного, жовтого та білого кольору, викладений на білому тлі. На мозаїці південного нефа зберігся грецький напис чорними кубиками: «Про молитву за Малха і всіх його рідних». Ще в 1853 році цю мозаїку було вивезено до Санкт-Петербурга, де вона виставлена в одному із залів Ермітажу.
Центральний неф, довжиною 36 м та шириною 11 м, був вимощений мармуровими плитами. Центральний неф закінчувався в східній частині храму напівкруглою вівтарною апсидою. Бічні нефи були значно нижчі й вужчі (4 м) у порівнянні з центральним. Вони були досить темними, оскільки не мали вікон. Колонади з одинадцяти колон відділяли нефи один від одного.
З південного боку до базиліки було прибудовано вузьку галерею. Перед екзонартексом знаходився широкий двір — атріум з фонтаном (так званими фіалами) в центрі та критими галереями з боків.
З південного боку знаходилася будівля, яка поєднувалася з Уварівською базилікою критою галереєю. Історики припускають що, це міг бути будинок священнослужителя або резиденція єпископа.